# Vrijberge
Vrijberge was een gemeente en heerlijkheid in de Nederlandse provincie Zeeland. Vrijberge bestond tot 1813 en is daarna opgegaan in de gemeente Oud-Vossemeer.

## Geschiedenis
Vrijberge was een kleine gemeente. Vrijberge dankte zijn gemeentelijke status aan het bestaan van een landgoed met gerechtelijke privileges. Na de introductie van het gemeentelijke systeem door de Fransen werden bijna alle landgoederen afzonderlijke gemeenten. Echter als er niemand bereid was de kosten van een gemeente (belastingen, enzovoort) te dragen, werd deze samengevoegd met een naburige gemeente. Vrijberge ontstond in de 19e eeuw na een eerdere overstroming en om het weer bewoonbaarder te maken door de bouw van dijken. Het was door het beheer van deze polders dat Vrijberge een eigen kleine bestuur kreeg.